# Delosperma gracile
Delosperma gracile är en isörtsväxtart som beskrevs av L. Bol.. Delosperma gracile ingår i släktet Delosperma, och familjen isörtsväxter. Inga underarter finns listade i Catalogue of Life.